# الفقر في اليمن
وفقا للأمم المتحدة فإن اليمن في المرتبة 151 من بين 177 دولة على مؤشر التنمية البشرية (HDI) وهو مقياس لمتوسط العمر المتوقع والتعليم ومستوى المعيشة. يعتبر اليمن أفقر دولة عربية. هناك عدة برامج وطنية لمحاربة الفقر لكنها لم تكن كافية لتلبية احتياجات المواطنين. قُدٌِر تجاوز الفقر باليمن 45 في المائة من مجموع السكان. وتُقدم عدد من الدول المساعدة في مقدمتها المملكة العربية السعودية لكي يتخطى اليمن حالة الفقر.